# Маріо Франіч
Маріо Франич (босн. Mario Franjić, 23 березня 1962, Сараєво, СФРЮ) — югославський та боснійський бобслеїст. Двічі брав участь у зимових Олімпійських іграх в 1984 та 1998 роках.